# Raimondo Van Riel
Raimondo Van Riel (Roma, 22 gennaio 1881 – Mentana, 9 maggio 1962) è stato un attore e truccatore italiano, attivo in teatro e nel cinema.

## Biografia
Iniziò come attore teatrale sui palcoscenici filodrammatici della capitale da dilettante, e nel 1909, all'età di 28 anni, passò come professionista nella compagnia di Alfredo Sainati. Lì conobbe quella che nel 1912 diventa sua moglie, l'attrice Aidé Sainati, sorella del direttore. Nel 1914 fa il suo esordio sul grande schermo nel periodo muto e nel 1919 passa alla casa di produzione diretta da Enrico Guazzoni, generalmente interpretando ruoli da vilain.
Negli anni venti, causa la grande crisi del cinema italiano, è costretto a emigrare in Germania, dove recita in numerosi film fino al 1930, quando con l'avvento del sonoro rientra in Italia, apparendo ancora in diversi film come caratterista. Nel dopoguerra le sue apparizioni sono più saltuarie; si ritira una prima volta nel 1950 per ricomparire nove anni più tardi per le sue ultime interpretazioni. Esperto di trucco cinematografico, nel 1937 ottiene la cattedra di insegnante truccatore al Centro sperimentale di cinematografia di Roma. Anche il figlio Mario Van Riel diventerà truccatore.
Muore a Mentana nel 1962.

## Filmografia parziale

### Attore
- Per un'ora d'amore (1914)
- Ramper, der Tiermensch, regia di Max Reichmann (1928)
- Terra madre, regia di Alessandro Blasetti (1931)
- Corte d'Assise, regia di Guido Brignone (1931)
- Gli uomini, che mascalzoni..., regia di Mario Camerini (1932)
- Luci sommerse di Adelqui Millar (1934)
- Lorenzino de' Medici di Guido Brignone (1935)
- Scipione l'Africano di Carmine Gallone (1937)
- Due milioni per un sorriso di Carlo Borghesio e Mario Soldati (1939)
- Rosa di sangue (Angelica) di Jean Choux (1940)
- Il ponte dei Sospiri di Mario Bonnard (1940)
- La Gorgona di Guido Brignone (1942)
- Il leone di Damasco di Corrado D'Errico (1942)
- L'apocalisse di Giuseppe Maria Scotese (1946)
- Il barone Carlo Mazza di Guido Brignone (1948)
- La città dolente di Mario Bonnard (1948)
- Una lettera all'alba di Giorgio Bianchi (1948)
- Margherita da Cortona di Mario Bonnard (1950)
- Benvenuto reverendo! di Aldo Fabrizi (1950)
- Primo amore di Mario Camerini (1959)
- Esterina di Carlo Lizzani (1959)
- Ben-Hur di William Wyler (1959)

### Truccatore
- Stella del cinema, regia di Mario Almirante (1931)
- Luci sommerse, regia di Adelqui Millar (1934)
- Seconda B, regia di Goffredo Alessandrini (1934)
- Passaporto rosso, regia di Guido Brignone (1935)
- Lorenzino de' Medici, regia di Guido Brignone (1935)
- Due milioni per un sorriso, regia di Carlo Borghesio e Mario Soldati (1939)
- Rosa di sangue (Angelica), regia di Jean Choux (1940)
- Il ponte dei Sospiri, regia di Mario Bonnard (1940)
- Casta Diva, regia di Carmine Gallone (1954)

## Teatro
- Rumon Sacrae Romae Origines (1923) di Ignis, con Giuseppe Sterni, Achille Vitti, Giulia Cassini Rizzotto, Elisa Severi, Loris Gizzi, Raimondo Van Riel. Teatro dello Stadio del Palatino, Roma, 6 maggio 1923.